# 평균 비트레이트
평균 비트레이트(ABR)는 단위시간당(주로 초) 전송된 평균적인 데이터의 양을 나타내는 것으로 주로 디지털 오디오나 비디오의 경우를 지칭한다.

## 같이 보기
- 가변 비트레이트
- 고정 비트레이트